# Roter Ritter (Krebs)
Der Rote Ritter (Epimeria rubrieques) ist ein Krebstier aus der Ordnung der Flohkrebse und lebt als Räuber und Aasfresser im antarktischen Weddell-Meer. Die Art wird zwischen 1,5 und 7 Zentimeter lang und ist von käferähnlicher Form mit einem Dornenkamm auf dem Rücken. Ihre hellrote Farbe dient der Tarnung, da in die Tiefsee nur höherfrequentes blaues Licht vordringt und Rot somit unsichtbar ist.
Der Rote Ritter ist neben Alicella gigantea und Thaumatops loveni einer der größten Flohkrebse, seine nächsten Verwandten sind Epimeria macrodonta und Epimeria similis. Meist lauert der Krebs der Beute auf, ist eher behäbig und schwimmt selten.
Die Taxonomie innerhalb der Unterordnung Gammaridea hat seit der ersten Beschreibung des Roten Ritters 1991 durch Claude De Broyer und Michael Klages einige Änderungen erfahren, so dass die Familie Paramphithoidae nicht mehr verwendet zu werden scheint, zumindest wird die Gattung Epimeria inzwischen in der Familie der Epimeriidae eingeordnet, die ihrerseits manchmal direkt in der Unterordnung der Gammaridea, meist aber dort in die Überfamilie Eusiroidea eingeordnet wird.